# Apsilochorema iranicum
Apsilochorema iranicum is een schietmot uit de familie Hydrobiosidae. De soort komt voor in het Palearctisch gebied.